# NGC 5595
NGC 5595 ist eine Balkenspiralgalaxie vom Hubble-Typ SBc im Sternbild Waage und etwa 118 Millionen Lichtjahre von der Milchstraße entfernt. Sie steht in gravitationeller Wechselwirkung mit NGC 5597 und wurde zusammen mit dieser am 14. Mai 1784 von Wilhelm Herschel mit einem 18,7-Zoll-Spiegelteleskop entdeckt, der sie dabei mit „Two, N.p. - S.f. The following eF, 1′ diameter, nearly round. The preceding [NGC 5595] vF, vS, R, distance 5′“ beschrieb.